# Rigs vandring
Rigs vandring (norrønt Rígsþula) er en fortælling fra den nordiske mytologi. Fortællingen handler om guden Hejmdals vandring i Midgård i skikkelse af den dødelige mand Rig.

## Referat
Fortællingen beretter, at Heimdal blev stamfader til de tre klasser af mennesker, nemlig stormænd, bønder og trælle.
Rig vandrede langs stranden, til han kom til en noget tarvelig hytte, hvor de to gamlinge Ai og Edda havde til huse. Rig blev budt på en jævn kost og blev hos dem i tre dage. Han sov om natten mellem de to. Ni måneder efter Rigs afrejse fødte Edda sønnen Træl. Drengen var på ingen måde et pragteksemplar, men skyede ikke arbejdet og var stærk. Han giftede sig med Thir og sammen blev de ophav til trællenes æt.
Rig fortsatte sin vandring i Midgård og kom til et midaldrende ægtepar Afi og Amma. Som hos Ai og Edda blev Rig i tre dage, hvor han dog blev budt på en noget bedre kost, men ellers var forløbet det samme. Amma fødte ni måneder efter Rigs afrejse sønnen Karl. Han viste sig at have forstand på afgrøder og blev en storslået landmand. Han giftede sig med Snør, og sammen blev de ophav til bøndernes æt.
Det tredje par, Rig besøgte på denne vandring, var det unge par Fader og Moder og her var maden udsøgt og boligen glimrende. Måske af denne årsag voksede hans søn med Moder op og blev en kæk og kønt udseende mand. Drengen fik navnet Jarl og fik lært runer og krigskunst og blev god til at slå ihjel. Han blev viet til Erna af høj byrd, og de grundlagde stormændenes slægt. Deres yngste søn hed Konr og han var i alle henseender flere fold bedre end sin Fader. En af Konrs efterkommere blev den første konge af Danmark.